# Bubal-eup
Bubal-eup (koreanska: 부발읍) är en köping i kommunen Icheon i provinsen Gyeonggi i den centrala delen av Sydkorea, 60 km sydost om huvudstaden Seoul. 